# (15821) Iijimatatsushi
(15821) Iijimatatsushi est un astéroïde de la ceinture principale.

## Description
(15821) Iijimatatsushi est un astéroïde de la ceinture principale. Il fut découvert le 2 octobre 1994 à Kitami par Kin Endate et Kazuro Watanabe. Il présente une orbite caractérisée par un demi-grand axe de 2,14 UA, une excentricité de 0,04 et une inclinaison de 3,3° par rapport à l'écliptique.

## Compléments